# Hattinger Förderpreis für junge Literatur
Der Hattinger Förderpreis für junge Literatur ist ein deutscher Literaturpreis, der seit 1991 verliehen wird.

## Zielsetzungen
Junge Schriftsteller zwischen 16 und 25 Jahren sollen die Möglichkeit erhalten, sich und ihre Texte zu präsentieren. Die Prosa- oder Lyrik-Texte müssen in Deutsch geschrieben und bisher unveröffentlicht sein.

## Strukturen
Der Förderpreis wird durch KUBISCHU (Kulturinitiative Hattingen Ruhr), den Förderverein Stadtmuseum Hattingen und die Stadt Hattingen vergeben und besteht aus einer von den Trägern organisierten und bezahlten Lesung der Gewinner.

## Preisträger (Auszug)
- 1993: Silke Andrea Schuemmer und Stefan Melneczuk
- 1995: Kristina Dunker
- 1996: Thomas von Steinaecker
- 2001: Jörg Albrecht
- 2002: Susanne Heinrich
- 2003: Nora-Eugenie Gomringer[1]
- 2004: Cornelia Travnicek
- 2007: Finn-Ole Heinrich
- 2011: Paula Fürstenberg
- 2015: Andreas Schaible
- 2017: Viola Rosa Semper und Sarah Grandjean
- 2019: Linda König[2]